# مينا تاناكا
مينا تاناكا (田中 美南) (مواليد 28 أبريل 1994)، هي لاعبة كرة قدم كانت تلعب كمهاجم. ولعبت مع منتخب اليابان لكرة القدم للسيدات.

## وصلات خارجية
- مينا تاناكا على موقع الاتحاد الدولي (مؤرشف)  (الإنجليزية)
- مينا تاناكا على موقع إي إس بي إن إف سي (الإنجليزية)
- مينا تاناكا على موقع قاعدة بيانات كرة القدم.إي يو (الإنجليزية)
- مينا تاناكا على موقع Soccerbase.com (لاعب) (الإنجليزية)
- مينا تاناكا على موقع Soccerway.com (الإنجليزية)
- مينا تاناكا على موقع عالم كرة القدم.نت (الإنجليزية)
- مينا تاناكا على موقع أوليمبيديا (الإنجليزية)